# Yasunori Miyabe
Yasunori Miyabe (jap. 宮部 保範 Miyabe Yasunori; ur. 5 listopada 1966 w Tokio) – japoński łyżwiarz szybki, dwukrotny medalista mistrzostw świata.

## Kariera
Największy sukces w karierze Yasunori Miyabe osiągnął w 1993 roku, kiedy podczas mistrzostw świata w wieloboju sprinterskim w Ikaho zdobył srebrny medal. W zawodach tych wyprzedził go jedynie Białorusin Ihar Żalazouski, a trzecie miejsce zajął kolejny Japończyk, Hiroyasu Shimizu. Na rozgrywanych dwa lata później mistrzostwach świata w Milwaukee wywalczył brązowy medal w tej samej konkurencji. Ty razem lepsi okazali się Kim Yun-man z Korei Południowej oraz Hiroyasu Shimizu. W 1992 roku brał udział w igrzyskach olimpijskich w Albertville, zajmując piąte miejsce w biegu na 500 m i dziewiętnaste na dwukrotnie dłuższym dystansie. Na rozgrywanych dwa lata później igrzyskach w Lillehammer był dziewiąty na 500 m. Ponadto w 1996 roku zajął czwarte miejsce w biegu na 500 m na mistrzostwach świata na dystansach w Hamar. W walce o brązowy medal pokonał go Roger Strøm z Norwegii. Wielokrotnie stawał na podium zawodów Pucharu Świata, odnosząc przy tym jedenaście zwycięstw. W sezonach 1990/1991 i 1991/1992 był drugi, a w sezonie 1995/1996 zajął trzecie miejsce w klasyfikacji końcowej PŚ na 500 m. W sezonach 1991/1992 i 1994/1995 był też trzeci w klasyfikacji PŚ na 1000 m. Ustanowił dwa rekordy świata.
Jego brat Yukinori Miyabe również uprawiał łyżwiarstwo szybkie.